# ويليام كوبلي
ويليام كوبلي (بالإنجليزية: William Copley)‏ هو فنان ورسام أمريكي، ولد في 24 يناير 1919 في نيويورك في الولايات المتحدة، وتوفي في 7 مايو 1996 في كي ويست في الولايات المتحدة.